# Paul-Georges Ntep
Paul-Georges Ntep (ur. 29 lipca 1992 w Duali) – francusko-kameruński piłkarz grający na pozycji napastnika w Boaviście.

## Kariera klubowa
31 stycznia 2014 roku Paul-Georges podpisał 3.5–letni kontrakt z Stade Rennais FC na kwotę 5 mln €.
| Sezon   | Klub             | Kraj    | Rozgrywki  | Mecze | Bramki | Rozgrywki Europy   | Mecze | Bramki |
| ------- | ---------------- | ------- | ---------- | ----- | ------ | ------------------ | ----- | ------ |
| 2010/11 | AJ Auxerre       | Francja | Ligue 1    | 0     | 0      | Liga Mistrzów UEFA | 0     | 0      |
| 2011/12 | AJ Auxerre       | Francja | Ligue 1    | 0     | 0      | -                  | -     | -      |
| 2012/13 | AJ Auxerre       | Francja | Ligue 2    | 34    | 9      | -                  | -     | -      |
| 2013/14 | AJ Auxerre       | Francja | Ligue 2    | 17    | 7      | -                  | -     | -      |
| 2013/14 | Stade Rennais FC | Francja | Ligue 1    | 10    | 5      | -                  | -     | -      |
| 2014/15 | Stade Rennais FC | Francja | Ligue 1    | 35    | 9      | -                  | -     | -      |
| 2015/16 | Stade Rennais FC | Francja | Ligue 1    | 14    | 2      | -                  | -     | -      |
| 2016/17 | Stade Rennais FC | Francja | Ligue 1    | 15    | 2      | -                  | -     | -      |
| 2016/17 | VfL Wolfsburg    | Niemcy  | Bundesliga | 10    | 0      | -                  | -     | -      |
| 2017/18 | VfL Wolfsburg    | Niemcy  | Bundesliga | 5     | 0      | -                  | -     | -      |
| 2017/18 | AS Saint-Étienne | Francja | Ligue 1    | 13    | 1      | -                  | -     | -      |
| 2019/20 | Kayserispor      | Turcja  | Süper Lig  | 5     | 0      | -                  | -     | -      |
| 2020/21 | EA Guingamp      | Francja | Ligue 2    | 14    | 0      | -                  | -     | -      |

Stan na: koniec sezonu 2020/2021

## Kariera reprezentacja
Paul-Georges grał w młodzieżowych reprezentacjach Francji w wielu kategoriach wiekowych.

## Sukcesy
- Został wybrany najlepszym zawodnikiem Ligue 2 2013 roku przez magazyn France Football.